# Saint-Lézer
Saint-Lézer é uma comuna francesa na região administrativa de Occitânia, no departamento dos Altos Pirenéus. Estende-se por uma área de 11,17 km². Em 2010 a comuna tinha 436 habitantes (densidade: 39 hab./km²).